# Marechal Deodoro
Marechal Deodoro est une ville brésilienne du littoral de l'État de l'Alagoas.
Elle doit son nom au maréchal Manuel Deodoro da Fonseca, premier président de la république des États-Unis du Brésil.

## Géographie
Sa population était de 45 144 habitants au recensement de 2007. La municipalité s'étend sur 334 km2.

## Histoire
La ville fut la capitale de l'État de l'Alagoas de 1817 à 1839, avant d'être remplacée par Maceió.